# Pyrofomes albomarginatus
Pyrofomes albomarginatus är en svampart som först beskrevs av Zipp. ex Lév., och fick sitt nu gällande namn av Leif Ryvarden 1972. Pyrofomes albomarginatus ingår i släktet Pyrofomes och familjen Polyporaceae.   Inga underarter finns listade i Catalogue of Life.